# بخش بوژگان
بخش بوژگان یکی از بخش‌های شهرستان تربت جام در استان خراسان رضوی ایران است.

## تقسیمات کشوری
- بخش بوژگان
  - دهستان دشت جام
  - دهستان هریرود

شهر نیل شهر

## جمعیت
بنابر سرشماری مرکز آمار ایران، جمعیت بخش بوژگان شهرستان تربت جام در سال ۱۳۸۵ برابر با ۱۸۴۶۱ نفر بوده است.